# Piaggio Vespa LX
La Vespa LX è uno dei modelli di scooter della Vespa prodotto dalla Piaggio di Pontedera a partire dal 2005; venne creato per celebrare i sessant'anni dalla nascita della prima Vespa e con lo scopo di sostituire le serie ET2 ed ET4, risalenti al 1996.
La produzione europea termina nel 2013 sostituita dalla Vespa Primavera mentre nei mercati asiatici è ancora in produzione.

## Il contesto
Presentata nel febbraio 2005 per quanto riguarda l'aspetto esteriore, il telaio risulta più squadrato rispetto alla serie ET2/ET4 che intendeva sostituire.

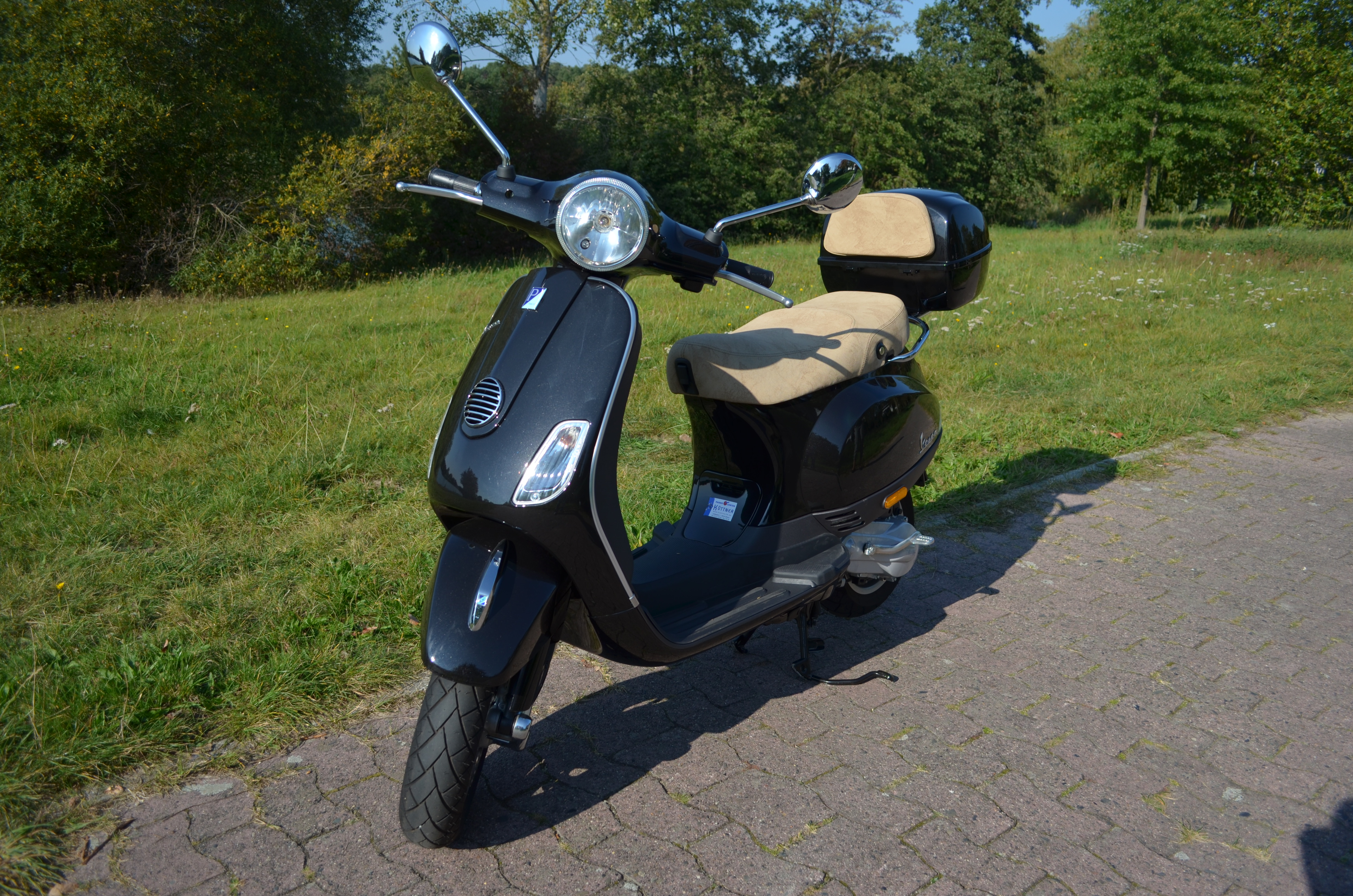
Vespa LX 50 2T

Nel 2009 ne è stato operato un restyling dove sono state aggiunte la crestina sul parafango anteriore ed alcune cromature sui bordi delle manopole e sulla griglia del clacson. In occasione di tale restyling i motori sono diventati ad iniezione elettronica.
La LX, come tutti gli altri scooter Vespa, possiede una scocca portante in acciaio che contiene al suo interno anche un serbatoio da 9.8 litri di capacità; viene abbinata alla tipica sospensione a monobraccio sulla ruota anteriore. Posteriormente presenta invece una sospensione con monoammortizzatore idraulico a doppio effetto. I cerchi sono in lega leggera a cinque razze ed hanno un diametro di 11" davanti e 10" dietro. La ruota anteriore ha installato un freno a disco, mentre quella posteriore mantiene il classico tamburo. Per migliorare le prestazioni di frenata il freno a disco anteriore è stato realizzato in acciaio inox con un diametro di circa 200 mm ed è stato equipaggiato con pinza a due pistoni contrapposti con comando idraulico. Il cambio, come tutti gli scooter Vespa dal 1996 ad oggi (eccetto il modello PX), è del tipo CVT.
Nel giugno 2009 viene avviata la produzione anche in Vietnam nello stabilimento di Binh Xuyen Indus della filiale locale Piaggio Vietnam Ltd. Questi esemplari vengono venduti nei mercati asiatici.
Nel gennaio del 2012 la produzione della Vespa LX viene avviata anche in India per il mercato locale; la LX indiana presenta il motore 125 monocilindrico tre valvole e numerose modifiche all’assetto per adattarsi alla clientela locale. La produzione avviene nello stabilimento di Baramati della filiale  Piaggio Vehicles Private Ltd.

## La gamma LX
La LX è stata resa disponibile in più cilindrate, da 50, 125 e 150 cm³. Tutti i propulsori sono raffreddati ad aria forzata.
La versione di minor cilindrata è prodotta sia con motore a due tempi che con motore a quattro tempi con quest'ultimo che in seguito è stato potenziato con l'aggiunta di altre due valvole nel cilindro. L'avviamento è elettrico oppure tramite pedivella. I motori seguono la direttiva Euro 2. La velocità massima è limitata a 45 km/h come da norme che regolano i ciclomotori; di serie l'omologazione a due posti. Per attenersi alle norme antiemissioni, è stato modificato il sistema catalizzatore attraverso il sistema di recupero aria secondaria SAS. La Vespa 50 LX a 4 tempi ha il peso di 102 kg mentre la 2 tempi pesa poco meno del modello a 4 tempi (96 kg). 
Il motore 125 appartiene alla famiglia Piaggio Leader ed è un quattro tempi a carburatore o nelle versioni più recenti a iniezione elettronica ed ha una potenza di 7,9 Kw (10,7 CV). Con questo motore la LX tocca i 91 km/h.
La cilindrata più elevata è rappresentata dal motore Leader, sempre a quattro tempi e ad iniezione elettronica da 151 cm³. Questo propulsore eroga la potenza di 8,9 kw (12,1 CV) e la LX così equipaggiata raggiunge i 95 km/h di velocità massima.
Nel giugno 2012 debuttano i modelli LX 125 e 150 con distribuzione a tre valvole e iniezione elettronica.
La produzione delle LX termina nel 2013 sostituite dalla nuova generazione denominata Vespa Primavera.

## La versione LXV

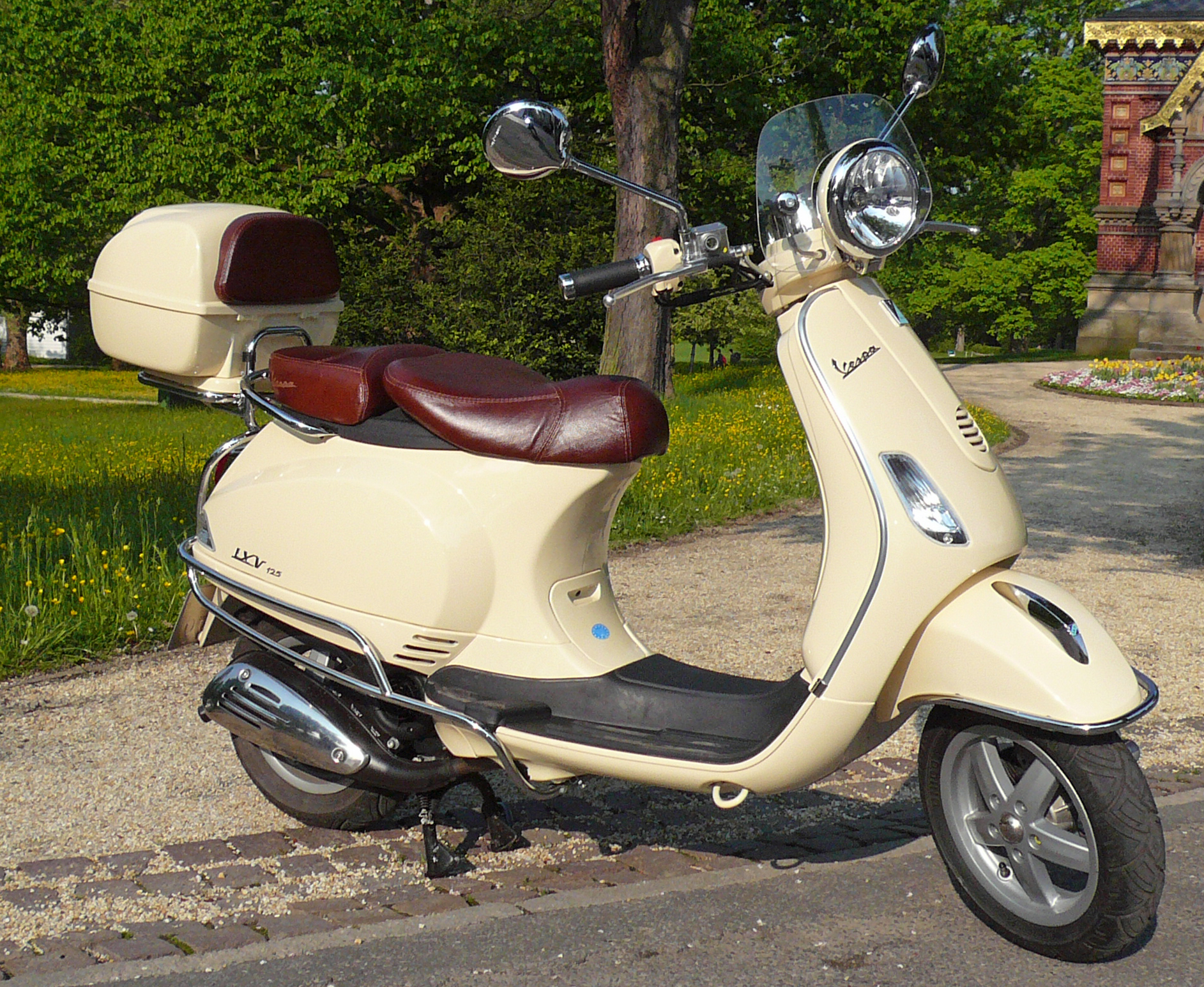
La Vespa LXV 125

La LXV è la variante ‘vintage’ del modello LX introdotto l'anno precedente e rappresenta la versione di serie della concept bike LX-60, esposta al Salone di Milano del 2005. La sua caratteristica principale è il manubrio con tubi cromati a vista, abbinati alle manopole rivestite in pellame e alla strumentazione analogica di forma circolare con la cornice cromata. La dotazione comprende anche la sella biposto con la separazione tra conducente e passeggero. Ha debuttato sul mercato lo stesso anno della presentazione, nelle versioni 50 a 2 Tempi e 125 a 4 Tempi, rispettivamente al prezzo di 3.000 euro e 3.800 euro.
Inizialmente, la gamma delle colorazioni era limitata alla tinta Grigio Avio, affiancata nel 2007 dal colore Verde Portofino e l'anno seguente dalla colorazione Bianco Siena. Nel 2008 debuttò anche la versione speciale LXV Navy, riconoscibile per la tinta Blu Midnight della carrozzeria e la sella biposto di colore sabbia. Disponibile anch'essa nelle versioni 50 2T e 125 4T, la Vespa LXV Navy costava rispettivamente 2.700 euro e 3.500 euro. Tuttavia, nel 2009 la gamma fu limitata alla versione LXV 125, con l'uscita di scena del modello Navy e della versione LXV 50.
Nel 2010, invece, ha debuttato la Vespa LXV con il motore 125ie, disponibile solo nella colorazione Verde Portofino. Lo stesso anno, al Salone di Milano, è stata presentata la versione speciale LXV Vie della Moda con la colorazione Rosso Chianti e la sella biposto in ecopelle color rubino, introdotta sul mercato nel 2011. La Vespa LXV Vie della Moda 125ie è stata confermata anche per l'anno 2012 con la colorazione Marrone Etna, la sella biposto in ecopelle in tinta con la carrozzeria e i cerchi di colore argento, mentre la gamma delle colorazioni della Vespa LXV 125ie è stata allargata alla tinta Bianco Siena.

## La versione S

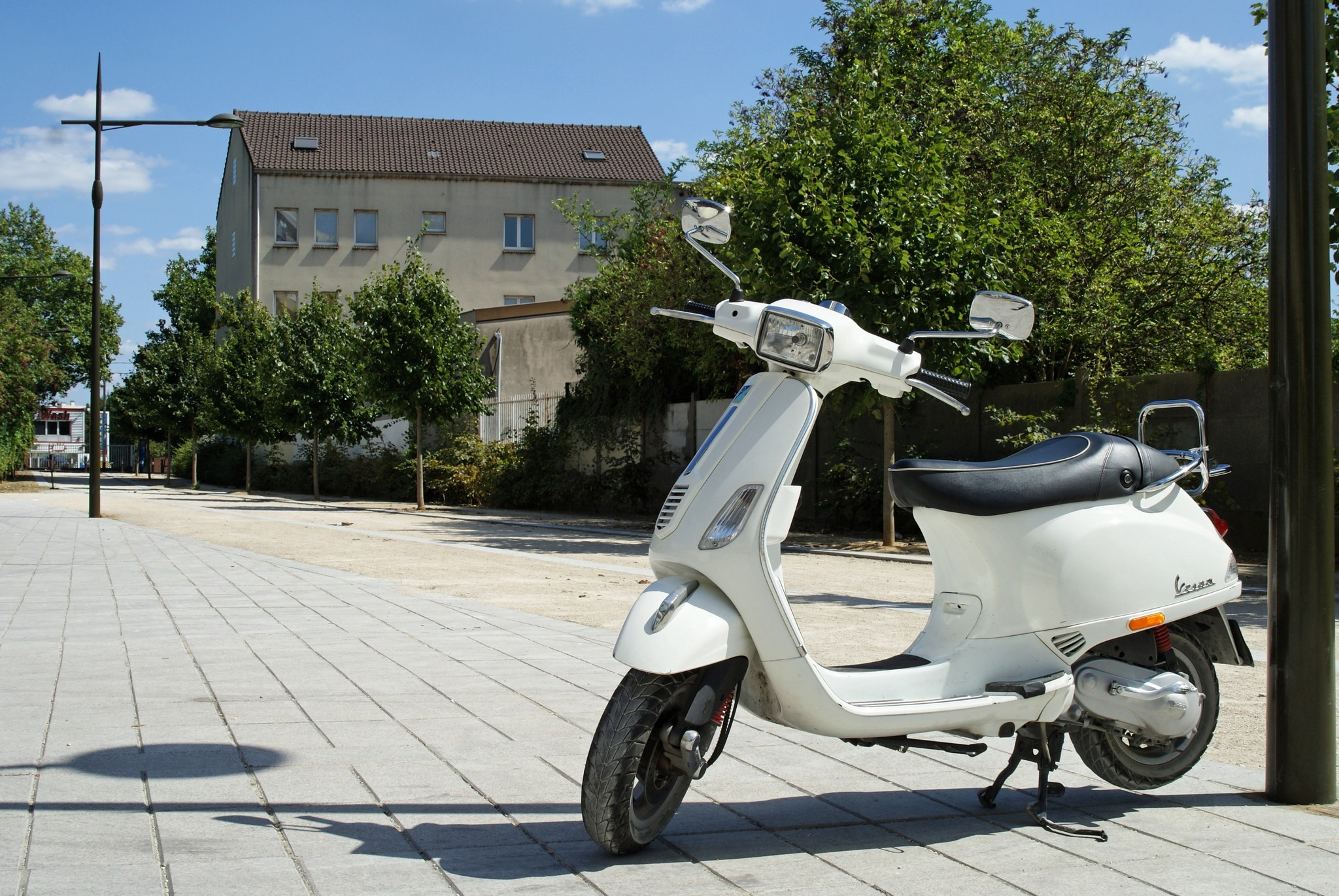
Vespa S

La Vespa S è stata introdotta sul mercato nel 2007, dopo la presentazione ufficiale tenutasi al Salone di Milano dell'anno precedente. Deriva dal modello LX, da cui si distingue per numerosi particolari estetici, come il faro di forma rettangolare, il parafango minimalista con la cresta cromata, il cravattino anteriore, gli specchi retrovisori squadrati, la molla della sospensione di colore rosso e il controscudo con il marsupio al posto del classico bauletto portaoggetti. Alcuni di questi particolari, come il faro rettangolare e gli specchietti squadrati, richiamano l'estetica della vecchia "Vespa 50 Special" prodotta nei primi anni settanta.
Al momento del lancio, nel 2007, la Vespa S era disponibile solo nelle versioni 50 a 4 Tempi e 125 che costavano, rispettivamente, 2.500 euro e 3.200 euro. La gamma delle colorazioni era composta dalle tinte Rosso Dragon, Nero Lucido, Montebianco e Arancio Taormina, quest'ultimo sostituito successivamente dal colore Azzurro Mediterraneo.
La gamma è stata allargata nel 2008 alle versioni 50 a 2 Tempi e 150. Nel 2009, invece, è stata introdotta la griglia copriclacson cromata di forma squadrata, mentre la gamma è stata aggiornata con le motorizzazioni 50 4V a 4 Tempi, 125ie e 150ie. Nel 2010 ha debuttato il modello speciale Vespa S College, disponibile nella versione 50 a 2 Tempi con la sella Sport monoposto, nonché nelle versioni 125ie e 150ie con la sella Touring biposto. La versione speciale College è riconoscibile per la presenza del cupolino trasparente e per la colorazione rossa o blu di pedana, controscudo, parte interna del manubrio, grafiche laterali e sella in ecopelle con le cuciture di colore bianco, in contrasto con la tinta Montebianco della carrozzeria.
Al Salone di Milano del 2010 è stata presentata la Vespa S Sport, disponibile nelle versioni 50 2T, 50 4V, 125ie e 150ie e riconoscibile per la carrozzeria in Grigio Titanio, in abbinamento alle grafiche laterali di colore grigio chiaro e ai cerchi in lega di colore nero opaco. Questa versione speciale è stata introdotta sul mercato l'anno seguente ed è stata confermata anche per il 2012, con la gamma delle colorazioni allargata alla tinta Nero Abisso abbinata alla sella dotata di termosaldature e piping bianco.
Nel 2012 hanno debuttato le nuove motorizzazioni 125ie e 150ie a 3 Valvole, mentre l'estetica è stata rinnovata principalmente con la finitura nera per la griglia copriclacson e la cresta del parafango, al posto della precedente cromatura. È stata aggiornata anche la grafica della strumentazione e la forma del cravattino anteriore. Infine, la dotazione standard è stata allargata ai cerchi in lega a 5 razze di colore nero ed è stata introdotta la pedana centrale con il logo Vespa.
La produzione della Vespa S termina nel fine 2013 sostituita l’anno seguente dalla Vespa Sprint.